# Маша Кулаузов
Маша Кулаузов (Нови Сад, 1977) редовни је професор Правног факултета Универзитета у Новом Саду

## Биографија
Маша Кулаузов рођена је у Новом Саду 23. маја 1977. године где је завршила основну и средњу школу са одличним успехом.

## Образовање
Дипломирала је на Правном факултету у Новом Саду 2001. године са просечном оценом 9,53.
Магистрирала је на Правном факултету у Новом Саду 2006. године, одбранивши магистарски рад Страни утицаји на развитак идеје о дводомном народном представништву у уставном систему Србије.
Докторску дисертацију Породична задруга код Јужних Словена у XIX веку одбранила је 2010. године на Правном факултету у Новом Саду.

## Радна места
У периоду од октобра 2001. до децембра 2003. радила је као адвокатски приправник у адвокатској канцеларији Душана Узелца, а 2004. положила је правосудни испит. 
Универзитетску каријеру започела је 2004. године када је на Правном факултету у Новом Саду изабрана за асистента-приправника.
За асистента је изабрана 2008. године, за доцента 2011. године. За ванредног професора изабрана је 2016. године, а 2021. за редовног професора.

## Чланство у организацијама и телима
Чланство у домаћим и страним организацијама и телима:
- Од 2011. године је члан Комисије за обезбеђивање и унапређење квалитета студијских програма и наставе Правног факултета у Новом Саду;
- Од 2011. године је члан Библиотечког одбора Правног факултета у Новом Саду, а од 2017. године и председник Библиотечког одбора;
- Од 2012. године је члан Савета Правног факултета у Новом Саду;
- Од школске 2013/2014. године је члан Већа докторских студија Јавно право.

## Научни рад
Област научног интересовања: општа историја државе и права, дводомно народно представништво у уставном систему Србије, породична задруга код Јужних Словена у XIX веку, грађански судски поступак у Србији XIX века.
Говори енглески и немачки језик, а служи се руским језиком.
Учествовала је у следећим научноистраживачким пројектима:
- Поводом обележавања двестоте годишњице Првог српског устанка (1804—2004) и изградње модерне српске државе и правног система (научноистраживачки и развојни пројекат, период: 2004-2005) финансиран од стране Правног факултета Универзитета у Новом Саду, руководилац пројекта: Проф. др Љубомирка Кркљуш
- Српско и европско право – Теоријски, социолошки, историјски, позитивноправни и економски аспекти (научноистраживачки и развојни пројекат, период: 2005-2008) финансиран од стране Правног факултета Универзитета у Новом Саду, руководилац пројекта: Проф. др Родољуб Етински
- Приватно право у Војводини између два светска рата (научноистраживачки пројекат Матице српске, период: 2005-2010), руководилац пројекта: Проф. др Душан Николић
- Хармонизација права Републике Србије и права Европске уније – теоријскоправни, социолошкоправни, историјскоправни, позитивноправни и правноекономски аспекти (научноистраживачки и развојни пројекат, период: 2008-2010) финансиран од стране Правног факултета Универзитета у Новом Саду, руководилац пројекта: Проф. др Душан Николић
- Право Србије у европској перспективи (научноистраживачки и развојни пројекат, период: 2006-2011) финансиран од стране Министарства за науку Републике Србије, руководилац пројекта: Проф. др Гордана Вукадиновић
- Теоријски и практични проблеми стварања и примене права (ЕУ и Србија) (научноистраживачки и развојни пројекат, период: 2011-2015) финансиран од стране Правног факултета Универзитета у Новом Саду, руководилац пројекта: Проф. др Драган Милков
- Биомедицина, заштита животне средине и право (основни истраживачки пројекат, период: 2011-2018) који финансира Министарство просвете и науке Републике Србије, руководилац пројекта: Проф. др Гордана Ковачек-Станић
- Правна традиција и нови правни изазови (научноистраживачки и развојни пројекат, период: 2016-2020) који финансира Правни факултет Универзитета у Новом Саду, руководилац пројекта: Проф. др Драган Милков

Др Маша Кулаузов је аутор једне монографије и 36 научних радова.

## Изабрана библиографија

### Књиге
1. Кулаузов, Маша (2015). Поступак пред Апелационим и Касационим судом по Законику о грађанском судском поступку из 1865. године. Центар за издавачку делатност Правног факултета у Новом Саду. ISBN 978-86-7774-155-6.

### Научни радови
1. Кулаузов, Маша (2004). „О грађанским правима и слободама у српским уставима и законима”. Зборник радова Правног факултета у Новом Саду. 38 br. 2/2004: 193—217.
2. Кулаузов, Маша (2006). „Сличности и разлике између сената према Уставу Краљевине Србије од 1901. године и француском Закону о организацији Сената од 1875. године”. Зборник радова Правног факултета у Новом Саду. 40 br. 1/2006: 115—124.
3. Кулаузов, Маша (2006). „Сличности и разлике између сената према Уставу Краљевине Србије од 1901. године и Уставу Француске Треће републике од 1875. године”. Зборник радова Правног факултета у Новом Саду. 40 br. 2/2006: 53—62.
4. Кулаузов, Маша (2006). „Писци уставних нацрта и устава Србије у којима је предвиђено дводомно представничко тело”. Зборник радова Правног факултета у Новом Саду. 40 br. 3/2006: 401—411.
5. Кулаузов, Маша (2006). „Уставни нацрт Радивоја Милојковића од 1868. године”. Истраживања, Филозофски факултет у Новом Саду, Одсек за историју. 17 br.: 63—77.
6. Šarkić, Srđan; Kulauzov, Maša (2007). „Constitutional history of Yugoslavia 1918 – 1941”. Giaro T. (hg.): „Modernisierung durch Transfer zwischen den Weltkriegen: Rechtskulturen des modernen Osteuropa. Traditionen und Transfers.“, Band 2, Frankfurt am Main: Klostermann: 169—183.
7. Кулаузов, Маша (2007). „Положај сенатора и народних посланика према Уставу Краљевине Србије од 1901. године и Уставу Француске Треће Републике од 1875. године”. Зборник радова Правног факултета у Новом Саду. 41 br. 1-2/2007: 345—352.
8. Кулаузов, Маша (2007). „Уставни нацрт Напредне странке од 1883. године”. Зборник радова Правног факултета у Новом Саду. 41 br. 3/2007: 439—457.
9. Кулаузов, Маша (2008). „Постанак, развитак и развојачење Војне границе Аустријске монархије”. Зборник Матице српске за друштвене науке. 125 br.: 141—147.
10. Кулаузов, Маша (2008). „Положај жена у породичној задрузи према обичајном праву Јужних Словена”. Зборник радова Правног факултета у Новом Саду. 42 br. 1-2/2008: 807—816.
11. Кулаузов, Маша (2008). „Уставни нацрт Стојана Новаковића од 1896. године”. Зборник радова Правног факултета у Новом Саду. 42 br. 3/2008: 309—327.
12. Кулаузов, Маша (2009). „Правила обичајног права о имовини у породичној задрузи Јужних Словена”. Зборник радова Правног факултета у Новом Саду. 43 br. 1-2/2009: 305—315.
13. Кулаузов, Маша (2009). „Још неколико напомена о раду Светоникољског одбора”. Зборник радова Правног факултета у Новом Саду. 43 br. 3/2009: 299—311.
14. Кулаузов, Маша (2010). „Правила обичајног права о деобама породичних задруга Јужних Словена”. Зборник радова Правног факултета у Новом Саду. 44 br. 2/2010: 281—289. Архивирано из оригинала 30. 10. 2018. г. Приступљено 25. 10. 2018.
15. Кулаузов, Маша (2010). „Један или два дома законодавног тела? Рад уставотворног одбора образованог 1888. године”. Зборник радова Правног факултета у Новом Саду. 44 br. 3/2010: 409—420. Архивирано из оригинала 30. 10. 2018. г. Приступљено 25. 10. 2018.
16. Кулаузов, Маша (2011). „Породична задруга као темељ појединих установа јавног права према Валтазару Богишићу”. Зборник радова Правног факултета у Новом Саду. 45 br. 2/2011: 277—285. Архивирано из оригинала 30. 10. 2018. г. Приступљено 25. 10. 2018.
17. Кулаузов, Маша (2011). „Положај ванбрачне деце у породичној задрузи према обичајном праву Јужних Словена”. Зборник радова Правног факултета у Новом Саду. 45 br. 3/2011, Том 2: 543—551. Архивирано из оригинала 30. 10. 2018. г. Приступљено 25. 10. 2018.
18. Кулаузов, Маша (2012). „Критике Српског грађанског законика од 1844. године с посебним освртом на одредбе о породичној задрузи”. Зборник радова Правног факултета у Новом Саду. 46 br. 1/2012: 427—436. Архивирано из оригинала 30. 10. 2018. г. Приступљено 25. 10. 2018.
19. Кулаузов, Маша (2012). „Одредбе о ванбрачној деци у црногорском законодавству XIX века”. Зборник радова Правног факултета у Новом Саду. 46 br. 3/2012: 285—295. Архивирано из оригинала 30. 10. 2018. г. Приступљено 25. 10. 2018.
20. Кулаузов, Маша (2013). „Покушаји да се законским путем ублаже последице зеленаштва у Србији XIX века”. [[Зборник радова са међународног научног скупа одржаног 26. октобра 2012. године на Палама под називом „Хармонизација грађанског права у региону”, Источно Сарајево 2013, Правни факултет Универзитета у Источном Сарајеву]]: 119—129.
21. Кулаузов, Маша (2013). „Прописи о породичној задрузи донети након ступања на снагу Српског грађанског законика 1844. године”. Зборник радова Правног факултета у Новом Саду. 47„Прописи о породичној задрузи донети након ступања на снагу Српског br. 1/2013: 259—269. Архивирано из оригинала 30. 10. 2018. г. Приступљено 25. 10. 2018.
22. Кулаузов, Маша (2013). „Положај жене у црногорском брачном праву XIX века”. Зборник радова Правног факултета у Новом Саду. 47 br. 4/2013: 229—238. Архивирано из оригинала 30. 10. 2018. г. Приступљено 25. 10. 2018.
23. Кулаузов, Маша (2014). „Дводомни систем као јемство правне државе у српској уставној историји”. [[Зборник радова са међународног научног скупа одржаног 26. октобра 2013. године на Палама под називом „Владавина права и правна држава у региону”, Источно Сарајево 2014, Правни факултет Универзитета у Источном Сарајеву]]: 793—801.
24. Кулаузов, Маша (2014). „Пракса Касационог суда Србије о неотуђивом земљишном поседу”. [[Зборник радова са научног скупа са међународним учешћем „Право и друштвена стварност” одржаног 24. јуна 2014. године у Косовској Митровици, Косовска Митровица 2014, Правни факултет Универзитета у Приштини са привременим седиштем у Косовској Митровици, 2. свеска]]: 247—256.
25. Кулаузов, Маша (2014). „Покушаји да се сачувају породичне задруге у пракси Касационог суда Србије”. Зборник радова Правног факултета у Новом Саду. 48 br. 2/2014: 325—334. Архивирано из оригинала 30. 10. 2018. г. Приступљено 25. 10. 2018.
26. Кулаузов, Маша (2014). „Законодавство и судска пракса о ванбрачној деци у Србији XIX века”. Зборник радова Правног факултета у Новом Саду. 48 br. 3/2014: 279—290. Архивирано из оригинала 30. 10. 2018. г. Приступљено 25. 10. 2018.
27. Кулаузов, Маша (2015). „Неозакоњени пројект измена и допуна Законика о грађанском судском поступку сачињен 1872. године”. Анали Правног факултета у Београду. 63 br. 2/2015: 119—134.
28. Кулаузов, Маша (2015). „Деобе породичних задруга између 1827. и 1844. године – нормативни оквири и судска пракса”. Зборник радова Правног факултета у Новом Саду. 49 br. 3/2015: 1149—1159. Архивирано из оригинала 30. 10. 2018. г. Приступљено 25. 10. 2018.
29. Кулаузов, Маша (2015). „Предлози измена законске одредбе о истраживању ванбрачног очинства из 1855. године”. Зборник радова Правног факултета у Новом Саду. 49 br. 4/2015: 1751—1760. Архивирано из оригинала 30. 10. 2018. г. Приступљено 25. 10. 2018.
30. Кулаузов, Маша (2016). „Редовни правни лекови по одредбама парничног законодавства из 1853. и 1860. године”. Зборник радова Правног факултета у Новом Саду. 50 br. 3/2016: 861—876. Архивирано из оригинала 30. 10. 2018. г. Приступљено 25. 10. 2018.
31. Кулаузов, Маша (2017). „Поновљење парнице по одредбама Законика о грађанском судском поступку из 1865. године”. Зборник радова Правног факултета у Новом Саду. 51 br. 4/2017: 1525—1539. Архивирано из оригинала 30. 10. 2018. г. Приступљено 25. 10. 2018.
32. Šarkić, Srđan; Kulauzov, Maša (2017). „The Demise of the High Court or between Absolutism and Rule of Law”. Beiträge zur Rechtsgeschichte Österreichs, (Hgg. Thomas Olechowski, Herbert Kalb), Wien, Österreichischen Akademie der Wissenschaften: 91—103.
33. Кулаузов, Маша. „Извршење судских одлука по одредбама парничног законодавства из 1865. године”. [[Зборник радова са научног скупа са међународним учешћем „Национално и међународно право – актуелна питања и теме” одржаног 26. маја 2017. године у Косовској Митровици, Косовска Митровица 2017, Правни факултет Универзитета у Приштини са привременим седиштем у Косовској Митровици]]. br. Том I: 101—115.
34. Kulauzov, Maša (2017). „Direct Reception of Roman Law in Serbian Civil Code – Consortium Ercto non Cito and Serbian Zadruga” (PDF). [[Зборник радова са међународног научног скупа „Универзалност римског права” одржаног од 12. до 14. октобра у Нишу под називом Ius Romanum – Universum iuris Romani]]. br. II/2017: 1—12. Архивирано из оригинала (PDF) 30. 10. 2018. г. Приступљено 25. 10. 2018.
35. Кулаузов, Маша (2017). „Право странаца да стичу непокретна добра у Србији XIX века”. Зборник радова Правног факултета у Новом Саду. 51 br. 3/2017, Том 2: 1041—1053. Архивирано из оригинала 30. 10. 2018. г. Приступљено 25. 10. 2018.
36. Сич, Магдолна; Дракић, Гордана; Кулаузов, Маша; Деретић, Наташа; Станковић, Урош (2017). „Поједини аспекти заштите животне средине и биополитике кроз историју и данас”. [[Зборник радова „Правни аспекти биомедицине и заштите животне средине” (главни и одговорни уредник Слободан Орловић), Центар за издавачку делатност Правног факултета у Новом Саду, Нови Сад]]: 117—130.